# Grigori Sverdlin
Grigory Sverdlin (en rus: Григорий Свердлин) és un activista rus antibel·licista que, abans de fugir de Rússia, va ser el director de l'organització benèfica per a persones sense llar Nochlezhka, que opera a Moscou i Sant Petersburg. Va fugir a Tbilisi, Geòrgia, on va fundar Get Lost, una organització que ajuda els ciutadans russos que volen evadir el servei militar obligatori i els soldats russos que volen desertar o rendir-se a Ucraïna.
A finals del 2023, el govern rus va incloure Sverdlin en una llista de persones buscades i el va declarar agent estranger.

## Vida primerenca i direcció de Nochlezhka
L'organització benèfica Nochlezhka (en rus: Благотворительная организация «Ночле́жка», romanitzat: Blagatvorityelnaya organizatsiya Nochlezhka) va començar el 1993 com una organització no governamental (ONG) que publicava el diari The Depths (en rus: На Дне, romanitzat: Na Dne), un diari de carrer. El diari es va inspirar intencionadament en The Big Issue, un diari de carrer que va començar al Regne Unit el 1991 El primer número es va publicar el setembre de 1994, i la tasca principal del diari era proporcionar a les persones sense llar l'oportunitat de guanyar-se un sou i, alhora, canviar l'actitud del públic envers les persones sense llar.
Sverdlin es va unir a Nochlezhka com a voluntari al voltant del 2002, i el diari va canviar de nom a The Way Home (en rus: Путь Домой, romanitzat: Put Domoi) l'any següent. Com a voluntari, va distribuir menjar a les persones sense llar, dient que tenia "un desig abstracte d'ajudar algú, algú en qui la societat intenta no pensar". El 2003 es va graduar a la Facultat d'Economia de la Universitat Estatal de Moscou i va deixar la seva feina en un banc, convertint-se en coordinador a Nochlezhka. Va esdevenir empleat de Nochlezhka el 2010 i el 2011 ja era el director de l'organització.

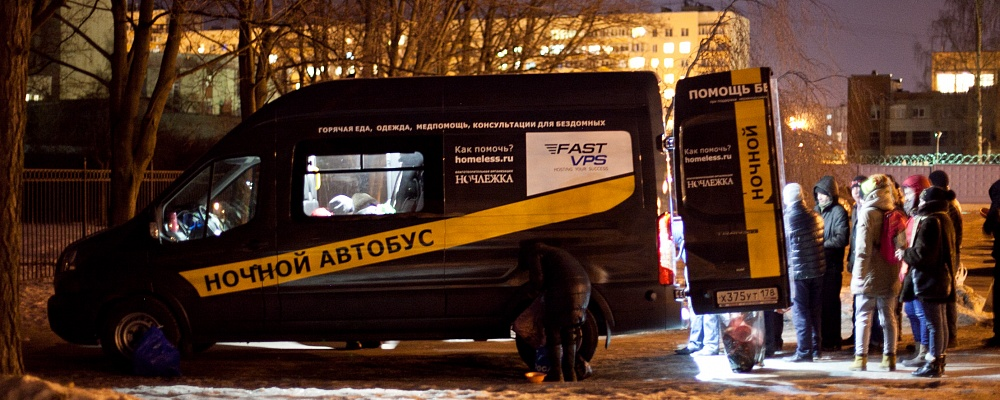
Distribució d'aliments des d'un autobús nocturn.

Com a director de Nochlezhka, Sverdlin va intentar treballar un cop al mes en una recepció per a persones sense llar i viatjar en un "autobús nocturn" amb voluntaris. L'autobús nocturn és una furgoneta que surt a la ciutat cada vespre, fent diverses parades per distribuir menjar a les persones sense llar.

## Invasió russa d'Ucraïna i exili
Des del començament de la invasió russa d'Ucraïna, Sverdlin va participar en el moviment antibel·licista. Sverdlin va dir que els seus amics estaven "horroritzats" que portés obertament una jaqueta amb "No War" escrit a l'esquena. També tenia una etiqueta que deia "Llibertat per als presos polítics" a la finestra posterior del seu cotxe. Aquest adhesiu va fer que li remolquessin el cotxe, i ell va dir: "Sí, una vegada la valenta policia de trànsit i el Centre "E" van confiscar el meu cotxe durant cinc setmanes, per comprovar si era robat". Al mateix temps, el policia va apartar tímidament la mirada: "Bé, ja ho entens tot". Però per la resta, ni un sol incident". També va dir que diverses vegades al dia, aquest adhesiu li va fer guanyar diversos elogis tant de conductors com de vianants que passaven, a més de "quatre notes molt commovedores sota els eixugaparabrises".
El 4 de març de 2022, un grup de lleis federals va establir sancions administratives i penals per a aquells que "desacreditessin" o difonguessin "informació poc fiable" sobre les Forces Armades Russes⁣; una cosa que Sverdlin va comparar amb les obres de Daniil Kharms, Jaroslav Hašek i George Orwell . Va dir sobre la llei que «durant molt de temps no hi ha hagut llibertat de reunió, però des de llavors no hi ha hagut llibertat d'expressió».
En algun moment entre el 4 i el 14 de març de 2022, Sverdlin va ser advertit que estava "a la llista" i que aviat es podrien iniciar processos penals contra ell, cosa que esperava; "Al cap i a la fi, estava en un piquet solitari gairebé cada dia". També va dir que no estava disposat a "aguantar aquesta situació" i que continuaria manifestant-se "fins que s'acabés la guerra o fins que acabés a la presó". Es va veure obligat a fugir de Rússia, dient "Vaig llençar un parell de motxilles i una bicicleta plegable al cotxe i vaig marxar del país". Quan va anar a acomiadar-se dels seus pares, els va trobar preparant-se per escorcollar casa seva. En fugir de Rússia, va celebrar una reunió de Zoom amb el seu personal per informar-los que dimitia com a director de Nochlezhka, afirmant que no volia atreure una atenció no desitjada sobre l'organització romanent-ne com a director.
| «                                                            | (anglès) Yes, I plan to stay in Vilnius for a week, and then I will go by car to Tbilisi. 5,500 kilometers is just the right distance to clear my head. I will drive through Poland, Slovakia, Hungary, Romania (or Serbia), Bulgaria and Turkey. I've already put a call-out on social networks in case anyone wants to meet on the way. In 24 hours everything was decided and organized. | (català) Sí, tinc previst quedar-me a Vílnius durant una setmana i després aniré amb cotxe a Tbilisi. 5.500 quilòmetres és la distància justa per aclarir-me les idees. Passaré per Polònia, Eslovàquia, Hongria, Romania (o Sèrbia), Bulgària i Turquia. Ja he fet una crida a les xarxes socials per si algú vol trobar-se pel camí. En 24 hores tot estava decidit i organitzat. | » |
| — Sverdlin parlant a Radio Free Europe/Radio Liberty el 2022 | | |   |

Sverdlin va passar els primers dies després de fugir a Tallinn, Estònia, on va ajudar altres persones a fugir organitzant-los seients en vols contractats per executius tecnològics. El 14 de març de 2022 era a Vílnius, Lituània, i va dir a Radio Free Europe/Radio Liberty que tenia previst quedar-s'hi aquella setmana i després viatjar amb cotxe a Tbilisi, Geòrgia. Geòrgia és on, segons ell, molts dels seus amics havien fugit.

## Get Lost
| «                                              | (anglès) ...the core of the team was formed quickly, we found the money to start, then volunteers began to join us with great speed: I’ve been in charity for almost 20 years, but I’ve never seen a project have a hundred volunteers in the morning, and 350 in the evening. | (català) ... el nucli de l'equip es va formar ràpidament, vam trobar els diners per començar i, a continuació, els voluntaris van començar a unir-se a nosaltres amb gran rapidesa: fa gairebé 20 anys que estic en el món de la beneficència, però mai he vist un projecte amb cent voluntaris al matí i 350 al vespre. | » |
| — Sverdlin parlant amb Current Time TV el 2022 | | |   |

Al voltant del 24 i 25 de setembre de 2022, poc després de l'anunci d'una mobilització parcial dels reservistes a Rússia el 21 de setembre, Sverdlin va conceptualitzar l'organització Go by the Forest (en rus: Идите Лесом, romanitzat: Idite Lesom), que més tard seria conegut com a Get Lost. El 26 de setembre es va anunciar l'organització i a principis d'octubre ja era operativa. Sverdlin va expressar sorpresa per la rapidesa amb què l'organització es va expandir després de la seva fundació.
L'organització ajuda tant els ciutadans russos a escapar del servei militar obligatori com els soldats russos a desertar i fugir del país o rendir-se a Ucraïna, alhora que proporciona ajuda legal, financera i psicològica a aquells que la necessiten. Per facilitar la rendició segura dels soldats russos a Ucraïna, l'organització manté contacte amb el seu equivalent ucraïnès, I Want to Live una organització patrocinada pel govern que gestiona una línia directa per a soldats russos que volen rendir-se.
Sverdlin va dir que tres dies després de la fundació de l'organització, els voluntaris havien rebut més de 1.000 consultes, incloent-hi dubtes sobre el pas legal i il·legal de la frontera, sol·licituds de suport psicològic i preguntes sobre com lliurar-se de manera segura a Ucraïna.